# Acarosporium
Acarosporium — рід грибів родини Sclerotiniaceae. Назва вперше опублікована 1911 року.

## Класифікація
До роду Acarosporium відносять 7 видів:
- Acarosporium americanum
- Acarosporium austriacum
- Acarosporium gregarium
- Acarosporium hederae
- Acarosporium lichenicola
- Acarosporium quisquiliaris
- Acarosporium sympodiale